# Délices (métro de Lausanne)
Pour les articles homonymes, voir Délice (homonymie).
Délices est une station de métro de la ligne M2 du métro de Lausanne, située à l'angle de l'avenue de Cour et du chemin des délices dans le quartier Sous-Gare/Ouchy, à Lausanne, capitale du canton de Vaud. Elle dessert notamment la partie centrale du quartier, le collège et l'église de la Croix-d'Ouchy.
Mise en service en 2008, elle a été conçue par le cabinet d'architecte CCHE Architectes.
C'est une station qui est accessible aux personnes à mobilité réduite.

## Situation sur le réseau
Établie à 408 mètres d'altitude, la station Délices est établie, en tranchée couverte, au point kilométrique (PK) 0,578 de la ligne M2 du métro de Lausanne, entre les stations Jordils (direction Ouchy-Olympique) et Grancy (direction Croisettes). 

## Histoire
La station se trouve sur l'ancienne ligne à crémaillère Lausanne-Ouchy, ancêtre de la ligne de métro M2. Elle est l'une des deux stations, avec Grancy, à remplacer l'ancienne station Montriond située plus au nord au niveau de la passerelle piétonne. La construction de la station commence en 2006, après la fermeture de l'ancienne ligne et ouvre le 27 octobre 2008, lors de l'ouverture à l'exploitation de la nouvelle ligne. Son nom a pour origine le chemin des Délices qui lui est parallèle. Elle est réalisée par le cabinet d'architecture CCHE Architectes, qui a dessiné une station dont les accès latéraux sont vitrés et font entrer la lumière naturelle.
En 2012, elle était la dixième station la plus fréquentée de la ligne, avec 821 000 voyageurs ayant transité par la station.

## Service des voyageurs

### Accès et accueil
La station est construite en souterrain peu profond et marque l’extrémité nord de la promenade de la ficelle. Elle est accessible par deux rampes placées de part et d'autre de la station, celle à l'ouest est accessible depuis l'avenue de Cour, celle à l'est depuis cette dernière ou depuis le chemin des Délices. Cette configuration ne nécessite ni ascenseurs ni escaliers mécaniques et permet l'accessibilité aux personnes à mobilité réduite. Elle dispose de deux quais, équipés de portes palières, encadrant les deux voies.

### Desserte
La station Délices est desservie tous les jours de la semaine, la ligne fonctionnant de 5 h 15 à 0 h 45 du matin (1 h du matin les vendredis et samedis soir) environ, par l'ensemble des circulations qui parcourent l'intégralité de la ligne. Les fréquences varient entre 4 et 7,5 minutes selon le jour de la semaine,. La station est fermée en dehors des heures de service de la ligne.

### Intermodalité
Des correspondances sont possibles avec la ligne de trolleybus des TL 25.